# خریهوری ایشچنکو
خریهوری ایشچنکو (اوکراینی: Григорій Андрійович Іщенко؛ زادهٔ ۲۹ ژوئیهٔ ۱۹۴۶) بازیکن فوتبال اهل اتحاد جماهیر شوروی سوسیالیستی است.